# جامعة حائل

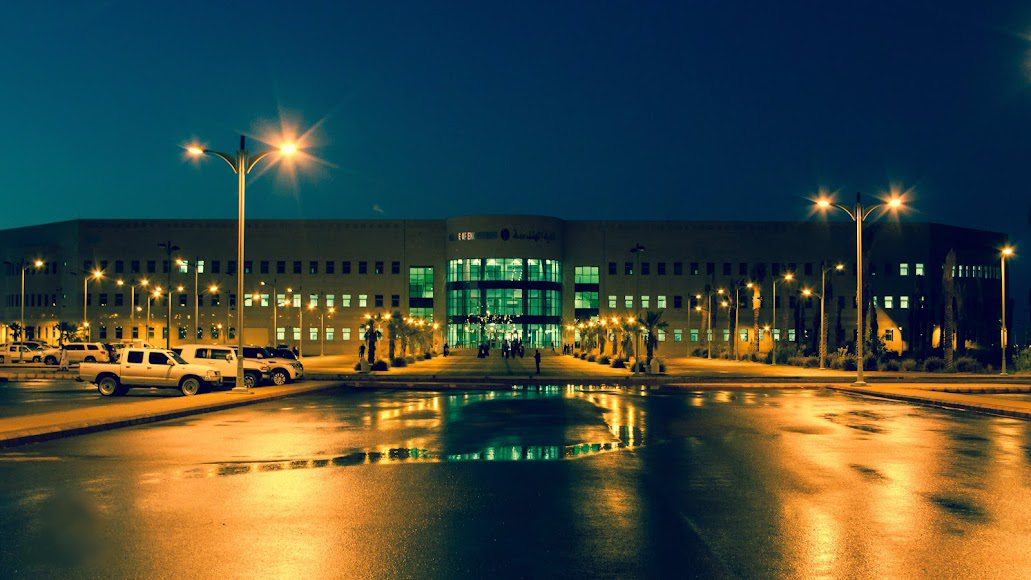
جـامعـة حائل

جامعة حائل جامعة سعودية تقع في مدينة حائل بمنطقة حائل بالمملكة العربية السعودية، وهي تحت إشراف وزارة التعليم السعودية، تأسست الجامعة بمرسوم ملكي يوم الثلاثاء 30 جمادي الآخر 1426هـ الموافق 7 يونيه 2005م، ويتولى رئاسة الجامعة الدكتور زيد بن مهلهل الشمري. حصلت الجامعة في عام 2019، على جائزتين للتميز في الإنتاج العلمي الأعلى تأثيرًا والأكثر إنتاجًا في قاعدة Scopus فرع العلوم الطبية. لغة التعليم المعتمدة في الجامعة هي اللغة الإنجليزية، حيث يتم تدريس جميع المواد باللغة الإنجليزية باستثناء مواد الدراسات الإسلامية والعربية.

## برنامج السنة التحضيرية
يلتحق من يقبل من الطلاب والطالبات في الجامعة ببرنامج تأهيلي يهدف إلى تطوير لغتهم الإنجليزية وقدراتهم التعليمة واللازمة لتأهيلهم للمسارات الجامعية المختلفة.

## برنامج التجسير
هو برنامج يتيح لحملة الدبلوم إكمال دراستهم عن طريق التعليم الموازي، التخصصات المتاحة للتجسير هي «قسم المختبرات الطبية، التمريض، الأشعة التشخيصية» وعند إكمال الطلاب للبرنامج يعطى شهادة بكالوريوس بالتخصص، ويصنف كأخصائي، وتتراوح مدة الدراسة في البرنامج من سنتين دراسية وستة أشهر امتياز
إلى 3 سنوات دراسية وستة أشهر امتياز.

## كليات الجامعة
- كلية الشريعة والقانون
- كلية الطب البشري
- كلية طب الأسنان
- كلية الصيدلة

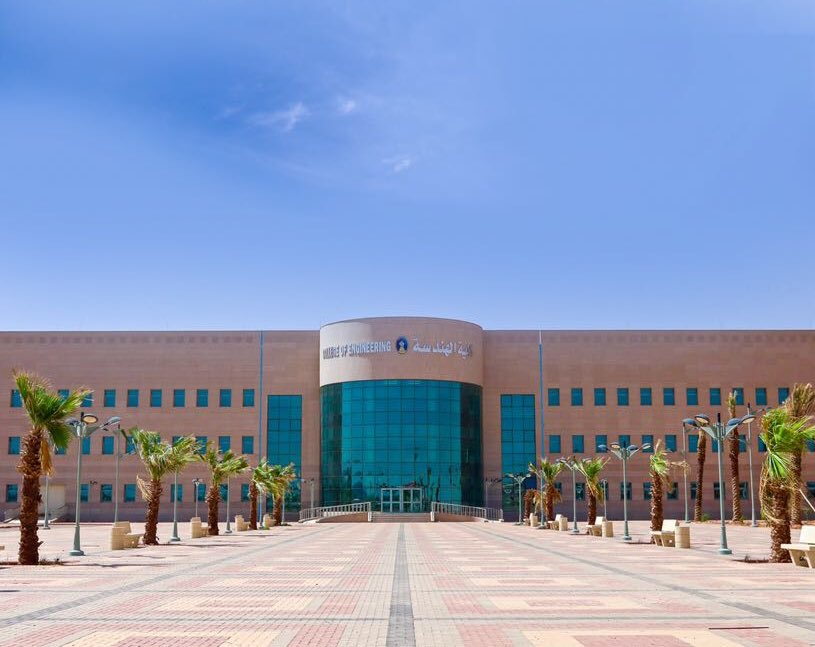
مبنى كلية الهـندسـة

- كلية العلوم الطبية التطبيقية (الأشعة التشخيصية - العلاج الطبيعي - التغذية الاكلينيكية - مختبرات سريرية)
- كلية التمريض
- كلية علوم الصحة العامة (معلوماتية صحية - صحة عامة - إدارة صحية - صحة بيئة)
- كلية الهندسة (هندسة مدنية - هندسة كهربائية - هندسة مكانيكية - هندسة كيميائية- هندسة صناعية - هندسة معمارية - هندسة طاقة متجددة-هندسة تصميم داخلي وديكور)
- كلية علوم وهندسة الحاسب الآلي (علوم الحاسب الآلي - هندسة البرمجيات - هندسة الحاسب الالي - علم البيانات - الذكاء الاصطناعي - هندسة الشبكات والاتصالات - أمن المعلومات)
- كلية العلوم (فيزياء - كيمياء - أحياء دقيقة - رياضيات)
- الكلية التطبيقية (إدارة أعمال - هندسة إلكترونيات وقياسات - نظم الحاسب الالي) وتمنح درجة المشاركة
- كلية التربية (ثقافة إسلامية - تربية خاصة - علم النفس - الاقتصاد المنزلي - رياض الأطفال -صفوف أولية)
- كلية الاداب والفنون (السياحة والاثار - اللغة العربية - اللغة الإنجليزية - العلوم الاجتماعية - نظم معلومات جغرافية - إعلام)
- كلية إدارة الأعمال (إدارة ونظم معلومات - محاسبة - اقتصاد وتمويل)

## رؤساء الجامعة
| الرئيس                           | الفترة                    | ملاحظات     |
| -------------------------------- | ------------------------- | ----------- |
| أحمد بن محمد السيف               | 2007م - مايو 2011م        | [ 2 ] [ 3 ] |
| خليل بن إبراهيم المعيقل البراهيم | يوليو 2011م               | [ 4 ]       |
| راشد بن مسلط الشريف              | أغسطس 2021م - يوليو 2024م | [ 5 ]       |
| زيد بن مهلهل الشمري (مكلف)       | يوليو 2024م - إلى الآن    | [ 6 ]       |

## وصلات خارجية
- الموقع الرسمي لجامعة حائل
- منتدى طلاب وطالبات جامعة حائل
- موقع جامعتي.. جامعة حائل